# Lophiodes
Lophiodes je rod dravých ryb z čeledi ďasovitých (Lophiidae). Zástupci tohoto rodu se vyznačují bentickým způsobem života ve velkých hloubkách.

## Druhy
- Lophiodes abdituspinus (Ni, Wu & Li, 1990)
- Lophiodes beroe (Caruso, 1981)
- Lophiodes bruchius (Caruso, 1981)
- Lophiodes caulinaris (Garman, 1899)
- Lophiodes fimbriatus (Saruwatari & Mochizuki, 1985)
- Lophiodes gracilimanus (Alcock, 1899)
- Lophiodes infrabrunneus (Smith & Radcliffe, 1912)
- Lophiodes insidiator (Regan, 1921)
- Lophiodes kempi (Norman, 1935)
- Lophiodes miacanthus (Gilbert, 1905)
- Lophiodes monodi (Le Danois, 1971)
- Lophiodes mutilus (Alcock, 1894)
- Lophiodes naresi (Günther, 1880)
- Lophiodes reticulatus (Caruso & Suttkus, 1979)
- Lophiodes spilurus (Garman, 1899)